# Partido Sociedad Patriótica

Logo der Partido Sociedad Patriótica

Der Partido Sociedad Patriótica 21 de Enero (zu deutsch Partei Patriotische Gesellschaft 21. Januar; PSP) ist eine im Jahr 2001 gegründete politische Partei in Ecuador. Sie entstand zur Unterstützung der Präsidentschaftskandidatur des Ex-Militärs Lucio Gutiérrez für die Präsidentschaftswahl 2002, die dieser für sich entscheiden konnte. Der Name der Partei spielt einerseits auf die Patriotischen Gesellschaften während der Unabhängigkeitsbewegung Lateinamerikas des ersten Drittels des 19. Jahrhunderts an und nimmt andererseits Bezug auf den 21. Januar 2000, an dem Lucio Gutiérrez Anführer eines Putsches war, der Präsident Jamil Mahuad stürzte, aber nicht mit der dauerhaften Regierungsübernahme der Putschisten endete.
Mitglieder der Partei sind seither vor allem politische Freunde Gutiérrez' aus seiner Zeit als Militär und Mitkämpfer bei dem Putsch sowie Verwandte und Bekannte des Parteigründers. Neben Lucio Gutiérrez und seinem Bruder Gilmar, dem Parteivorsitzenden, sind Oberst Fausto Cobo und der Ex-Polizist Napoleón Villa die bekanntesten Köpfe. Bis zu ihrem Parteiausschluss gehörte auch Gutiérrez Ehefrau Ximena Bohórquez zum Führungskreis.

## Präsidentschaftswahlen 2002 und Präsidentschaft Gutiérrez'
Gutiérrez war zum Zeitpunkt des Putsches Oberst des ecuadorianischen Heeres. Nach dem Putsch, der mit der Vereidigung des bisherigen Vizepräsidenten Gustavo Noboa als neuem Staatsoberhaupt endete, wurden Gutiérrez und seine Mitstreiter gut vier Monate lang inhaftiert, bevor Noboa sie begnadigte, wobei Gutiérrez aber seine Militärlaufbahn zu beenden hatte. Daraufhin beschloss er, bei den folgenden Präsidentschaftswahlen selbst zu kandidieren und gründete eine eigene Partei, die ihn im Wahlbündnis mit der Indígena-Partei Pachakutik, deren Basisgruppen den Putsch unterstützt hatten, als Präsidentschaftskandidaten aufstellte. Mit gemäßigt sozial-populistischer Rhetorik gelang es Gutiérrez schließlich, am 24. November 2002 im zweiten Wahlgang mit 54,3 % der Stimmen den konservativ-populistischen Bananenmagnaten Álvaro Noboa, der für seine ebenfalls zu den Wahlen gegründete Partei PRIAN antrat, zu schlagen.
Der PSP erhielt bei den gleichzeitigen Parlamentswahlen allerdings nur 6 der 100 Sitze im Nationalkongress, was vor allem zum Problem wurde, nachdem der Pachakutik wegen des in seinen Augen unzureichend sozialreformerischen Programms Gutiérrez' auf die Seite der Opposition wechselte. Gutiérrez war nun gezwungen, neue Allianzen zu schmieden, in deren Verlauf er Zugeständnisse zu politischen und juristischen Maßnahmen machte, die schließlich am 20. April 2005 zu seinem eigenen Sturz führten. Sein Nachfolger wurde wiederum sein Vizepräsident, der parteilose Alfredo Palacio.

## Wahlen 2006
Gutiérrez begab sich daraufhin ins Exil nach Brasilien, in die USA, nach Peru und Kolumbien, um schließlich am 13. Oktober 2005 nach Ecuador zurückzukehren. Er wurde zunächst wegen Meuterei inhaftiert, jedoch am 3. März 2006 nach Niederschlagung der Anklage auf freien Fuß gesetzt. Ursprünglich plante er daraufhin, bei den Präsidentschaftswahlen im Oktober 2006 erneut zu kandidieren, was jedoch nicht zugelassen wurde, da sein passives Wahlrecht suspendiert war und darüber hinaus die ecuadorianische Verfassung die Wiederwahl eines Präsidenten ausschließt. An seiner Stelle trat dann sein Bruder Gilmar Gutiérrez an, der überraschend im ersten Wahlgang mit 17,5 % der Stimmen den dritten Platz belegte, allerdings nicht in den zweiten Wahlgang einzog. Er erhielt vor allem in ländlichen und abgelegenen Gebieten hohe Stimmenanteile. So belegte er in allen Provinzen des Amazonasbeckens, in dem Lucio und Gilmar Gutiérrez aufwuchsen, mit zum Teil mehr als 50 % der Stimmen den ersten Platz.
Bei den gleichzeitigen Parlamentswahlen erhielt der PSP ebenso überraschend 24 der 100 Sitze und wurde nach dem PRIAN zweitstärkste Partei. Wiederum waren besonders ländliche Provinzen und insbesondere das Amazonasgebiet, wo der PSP 6 der 10 zu vergebenden Mandate gewann, Hochburgen der Partei. Im neuen Nationalkongress sorgte der PSP bereits in der ersten Sitzungswoche für Aufregung, als die Abgeordneten Ximena Bohórquez (Gutiérrez' in Trennung lebende Ehefrau) und Irina Vargas aus der parlamentarischen Gruppe und dem Parlament mit der Begründung ausgeschlossen wurden, sie seien öffentlich für den Plan des gewählten Präsidenten Rafael Correa, eine verfassunggebende Versammlung einzuberufen, eingetreten und hätten damit gegen die Fraktionsdisziplin verstoßen. Dies sorgte für zusätzliche Aufregung, als sich weniger als eine Woche später auch die Parteiführung um Lucio Gutiérrez für die verfassunggebende Versammlung aussprach, ohne jedoch die Mandatsaberkennungen zurückzunehmen.
Im Parlament wechselt der PSP je nach taktischen Gegebenheiten zwischen Opposition und regierungstreuen Parteien und hat so eine Reihe wichtiger Ämter mit eigenen Kandidaten besetzen können, darunter den ecuadorianischen Staatsrechnungsprüfer und den Vorsitzenden des Obersten Wahlgerichts, Jorge Acosta. Letzterer geriet allerdings Ende Februar 2007 ins Zentrum einer Krise aller politischen Institutionen Ecuadors, nachdem das Oberste Wahlgericht unter seinem Vorsitz eine Volksbefragung über die Einberufung der verfassunggebenden Versammlung ausgeschrieben hatte, die auf einem vom Nationalkongress nicht gebilligten Statut beruhte. Daraufhin entzogen der PSP und verbündete Parteien Acosta sein Mandat für das Oberste Wahlgericht, woraufhin die 57 Abgeordnete dieser Parteien vom Wahlgericht wegen Behinderung eines laufenden Wahlprozesses für abgesetzt erklärt wurden. Unter den 57 Abgeordneten befanden sich auch diejenigen des PSP. Nachdem im Zusammenhang mit dieser Angelegenheit auch die Amtszeit der Richter des Verfassungsgerichts beendet wurde, behielt die Absetzung de facto Gültigkeit. Die Homepage des Nationalkongresses wies daher im Juni 2007 nur noch fünf formal dem PSP angehörige Abgeordnete aus, die übrigen Ersatzabgeordneten wurden als fraktionslos aufgeführt.

## Regionalwahlen
Nach den noch in der Amtszeit Lucio Gutiérrez' abgehaltenen Regional- und Lokalwahlen 2004 stellte der PSP die Bürgermeister der Hauptstädte von 22 der 219 Kantone Ecuadors; weitere neun wurden im Wahlbündnis mit dem PSP gewählt. Die größte Stadt, deren Bürgermeisteramt der PSP errang, war Tena, wo Lucio Gutiérrez aufwuchs.